# Global Telecom
Global Telecom foi uma empresa de telefonia móvel que atuava na Banda B nos estados do Paraná e Santa Catarina. A empresa foi extinta alguns anos depois, após se unir com outras operadoras e formar a Vivo.

## História
Em 1998, após a privatização do sistema Telebrás, houve uma licitação da concessão para a Banda B de telefonia móvel nos estados do Paraná e Santa Catarina. O consórcio passou a se chamar de Global Telecom, formado pelos grupos Suzano, Inepar, Motorola (EUA), DDI e Nissho Iwai (ambas japonesas). Iniciou suas operações em dezembro.
No ano seguinte, a Suzano vende sua participação na Global Telecom.
Em 2001, a Telesp Celular adquiriu o controle da Global Telecom. Foi incorporada em 2006.